# 锯缘银锦蛤
锯缘银锦蛤（学名：Nucula dorsocrenata），是弯锦蛤目银锦蛤科银锦蛤属的一种。主要分布于台湾，常栖息在浅海沙底。